# Fernando Brenes
Fernando Antonio Brenes Arrieta (Ciudad Quesada, San Carlos, 17 de noviembre de 1994) es un futbolista costarricense. Juega como defensa y su actual equipo es el Escorpiones de Belén  de la Segunda División de Costa Rica. 

## Trayectoria

### Clubes
| Club                                     | País       | Año                |
| ---------------------------------------- | ---------- | ------------------ |
| Asociación Deportiva San Carlos (Sub-17) | Costa Rica | 2013               |
| Limón Fútbol Club                        | Costa Rica | 2014               |
| Asociación Deportiva Municipal Turrialba | Costa Rica | 2015               |
| Club Sport Cartaginés                    | Costa Rica | 2015 - 2016        |
| Municipal Liberia                        | Costa Rica | 2016               |
| Asociación Deportiva San Carlos          | Costa Rica | 2017 - 2020        |
| Asociación Deportiva Barrio México       | Costa Rica | 2020 - 2022        |
| Asociación Deportiva Carmelita           | Costa Rica | 2022               |
| PFA Antioquia                            | Costa Rica | 2023               |
| Escorpiones de Belén                     | Costa Rica | 2024 - actualmente |